# Värmskogs landskommun
Värmskogs landskommun var en tidigare kommun i Värmlands län.

## Administrativ historik
Kommunen inrättades i Värmskogs socken i Gillbergs härad i Värmland när 1862 års kommunalförordningar trädde i kraft den 1 januari 1863.
Vid kommunreformen 1952 uppgick den i Stavnäs landskommun som upplöstes 1971 då denna del uppgick i Grums kommun.

## Kommunvapnet
Blasonering: I fält av silver att avslitet blått griphuvud mellan tre blå kryckkors, ordnade två och ett.
Vapnet fastställdes av Kungl. Maj:t den 12 oktober 1951 och upphörde den 1 januari 1952.

## Politik

### Mandatfördelning i Värmskogs landskommun 1938-1946
| 8 | 12 |

| 20 |

| 20 |

| 20 |

| 7 | 3 | 3 | 3 | 4 |

| 20 |